# ورود قطار به ایستگاه
«ورود قطار به ایستگاه» (ترکی آذربایجانی: Qatarın dəmiryol stansiyasına daxil olması) یک فیلم صامت آذربایجانی به کارگردانی 	الکساندر میشون است که در سال ۱۸۹۸ منتشر شد.